# Nusa Lembongan
Nusa Lembongan est une île située au sud-est de Bali et au nord de Nusa Penida dans le kabupaten de Klungkung (province de Bali), en Indonésie. Une autre petite île se trouve à proximité : Nusa Ceningan. Le détroit de Badung sépare Nusa Lembongan de l'île de Bali.

## Géographie

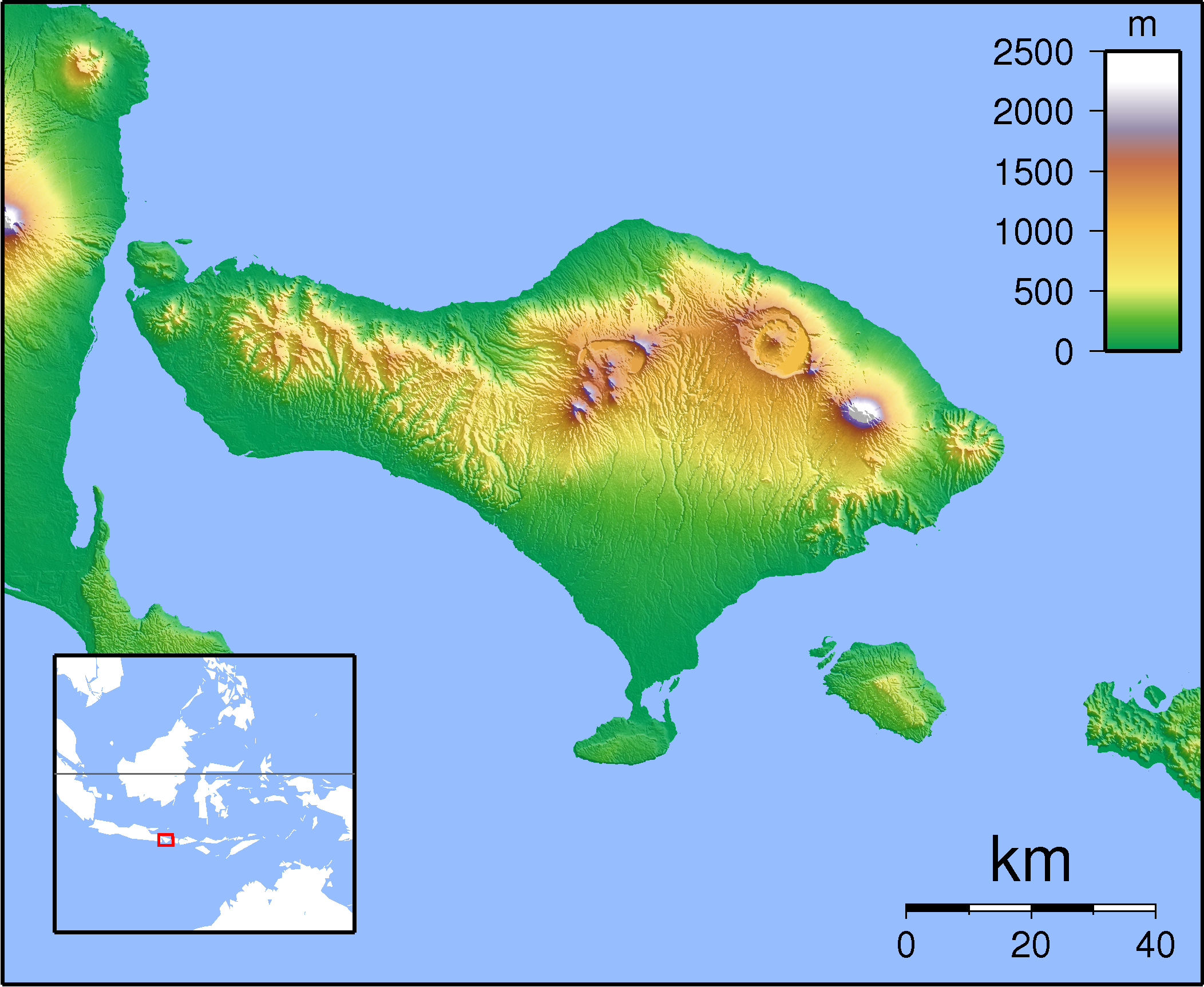
Nusa Lembongan se trouve au sud-est de l'île de Bali et au nord de Nusa Penida.

La superficie de Nusa Lembongan est d'approximativement 7 km2. Les douze kilomètres du détroit de Badung séparent Lembongan de Bali. L'île est entourée de récifs de coraux, de plages de sable blanc et de falaises de calcaire de faible hauteur. Nusa Lembongan est séparée de Nusa Ceningan par un canal peu profond difficilement navigable à marée basse. Un pont suspendu praticable uniquement par les piétons et les deux roues relie les deux petites îles.
À l'est, le détroit de Lombok sépare les trois îles de celle de Lombok et marque la division biogéographique entre la faune de l'écozone indomalaise et l'Australasie. La transition est connue sous le nom de ligne Wallace, d'après le nom d'Alfred Russel Wallace, qui fut le premier à proposer une transition entre ces deux biomes majeurs.
La côte nord-est de l'île est flanquée par une zone relativement importante de mangrove d'une superficie de 212 ha et regroupant 13 espèces différentes de Mangrove.

## Administration
Administrativement, Nusa Lembongan a un statut de kelurahan et compose, avec Nusa Ceningan et Nusa Penida le kecamatan insulaire de Nusa Penida dans le kabupaten de Klungkung situé au sud-est de la province de Bali en Indonésie. Sa population permanente est estimée à 5 000 habitants.

## Économie locale
Deux villages principaux se partagent l'activité de l'île : Jungut Batu est le centre de l'industrie touristique pendant que la population locale réside dans le desa de Lembongan. Nusa Lembongan dispose d'infrastructures touristiques et constitue l'une des destinations secondaires des visiteurs de Bali.
L'économie est largement basée sur le tourisme et Nusa Lembongan est la seule des trois îles voisines à avoir une infrastructure significative. La pêche et une agriculture de subsistance constituent également l'activité de l'île avec une micro-industrie de culture des algues.
L'île est sans voitures et se parcourt facilement à vélo ou en moto en moins de deux heures.

## Activités touristiques
Alors que la côte ouest de Nusa Lembongan est bordée par une barrière de corail, sa côte nord et les îles environnantes sont bordées de récifs coralliens. Ainsi, les activités aquatiques telles que le surf, la plongée sous-marine et le PMT ont participé au succès de l'île. On peut également y admirer le coucher du soleil sur le Mont Agung, la luxuriante forêt de Mangrove ainsi que le panorama sur les falaises abruptes des îles voisines de Nusa Ceningan & Nusa Penida.
Malgré le développement du tourisme, il demeure sur cette petite île une ambiance de village insulaire calme et paisible.
Les sites de plongée et de PMT sont exposés à des courants modérés à forts et les plongées se pratiquent bien souvent en dérive.
La présence tout au long de l'année de raies manta ainsi que la possibilité de voir régulièrement le poisson lune (Mola Mola) contribuent à la notoriété des plongées autour du mini archipel constitué de Nusa Lembongan, Nusa Ceningan & Nusa Penida.

### Surf
Nusa Lembongan regroupe 5 surfbreaks : Shipwrecks, Playgrounds, Lacerations, Montags et Ceningan.

### Plongée sous-marine et MPT
En plus de la quinzaine de sites de plongées de Nusa Penida accessibles facilement depuis Nusa Lembongan, les sites de plongée autour de Nusa Lembongan permettent d'admirer une très grande variété de coraux et poissons tropicaux ainsi que le fameux poisson lune (Mola mola).

## Protection de la nature

### Protection de la nature en général autour de Nusa Lembongan
La conservation des milieux marins est considérée comme un enjeu extrêmement important pour le maintien du niveau du tourisme sur l'île et en février 2009 une organisation locale, soutenue par le Nature Conservancy Coral Triangle Center a ouvert un centre d'études à Nusa Lembongan. Les eaux autour de Nusa Lembongan et Nusa Penida abritant au moins 296 espèces de coraux et 576 espèces de poissons de récifs.
Parmi les autres initiatives locales de protection de la nature, un programme prévoit également le sauvetage de la tortue olivâtre en danger critique à Sunset Beach sur la côte sud-ouest.

### Établissement de La Zone Maritime Protégée autour de Nusa Lembongan
À la suite des études menées depuis 2009, un périmètre de 20 057 hectares autour de Nusa Lembongan et des îles voisines de Nusa Ceningan & Nusa Penida a été déclaré Zone Maritime Protégée en novembre 2010 interdisant toute pêche industrielle ainsi que limitant les activités aquatiques de loisir.
L'établissement de cette zone est destiné à protéger l'importante forêt de Mangrove du nord de Nusa Lembongan aussi bien que les récifs coralliens et la culture des algues sur les 3 îles du mini archipel.
Cette zone protégée est la première du genre dans les environs de Bali.
L'initiative est soutenue par le gouvernement Indonésien, The Nature Conservancy ainsi que par les institutions locales.

## Galerie d'images

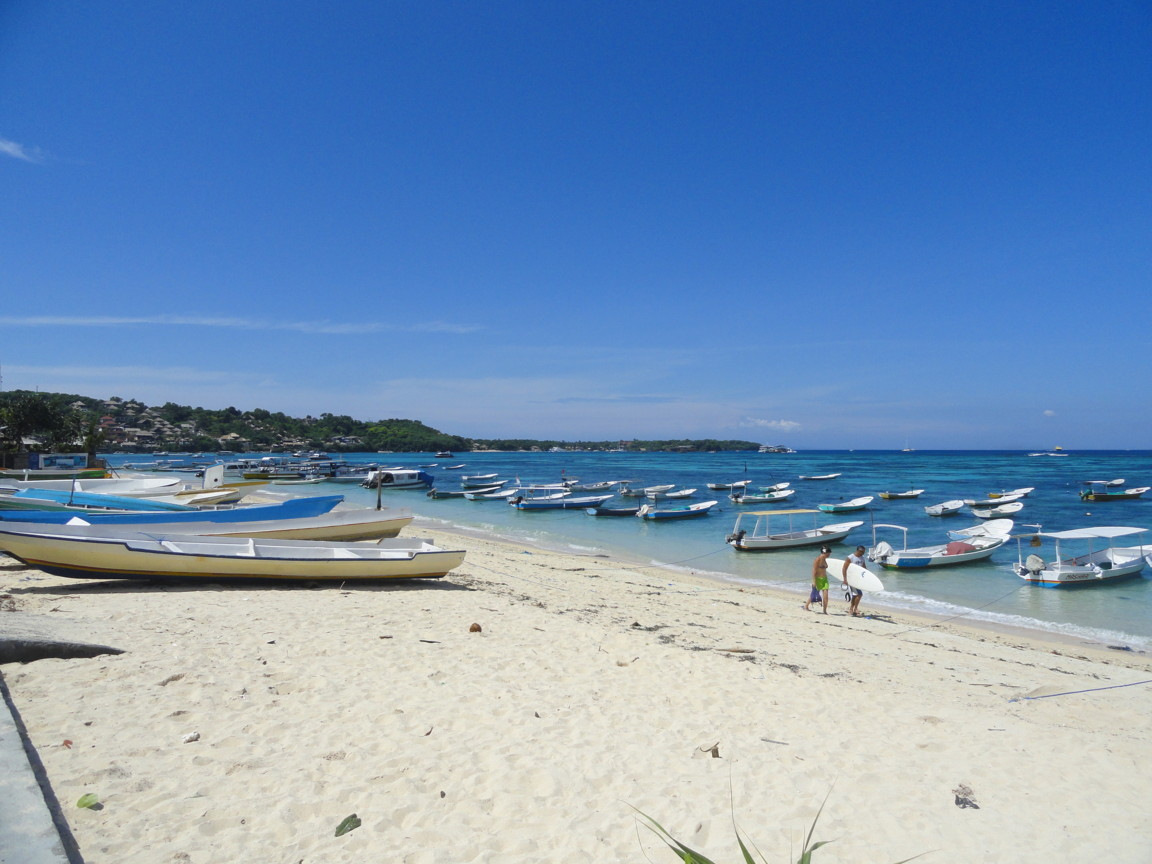
Vue sur la plage de Jungut Batu côté sud
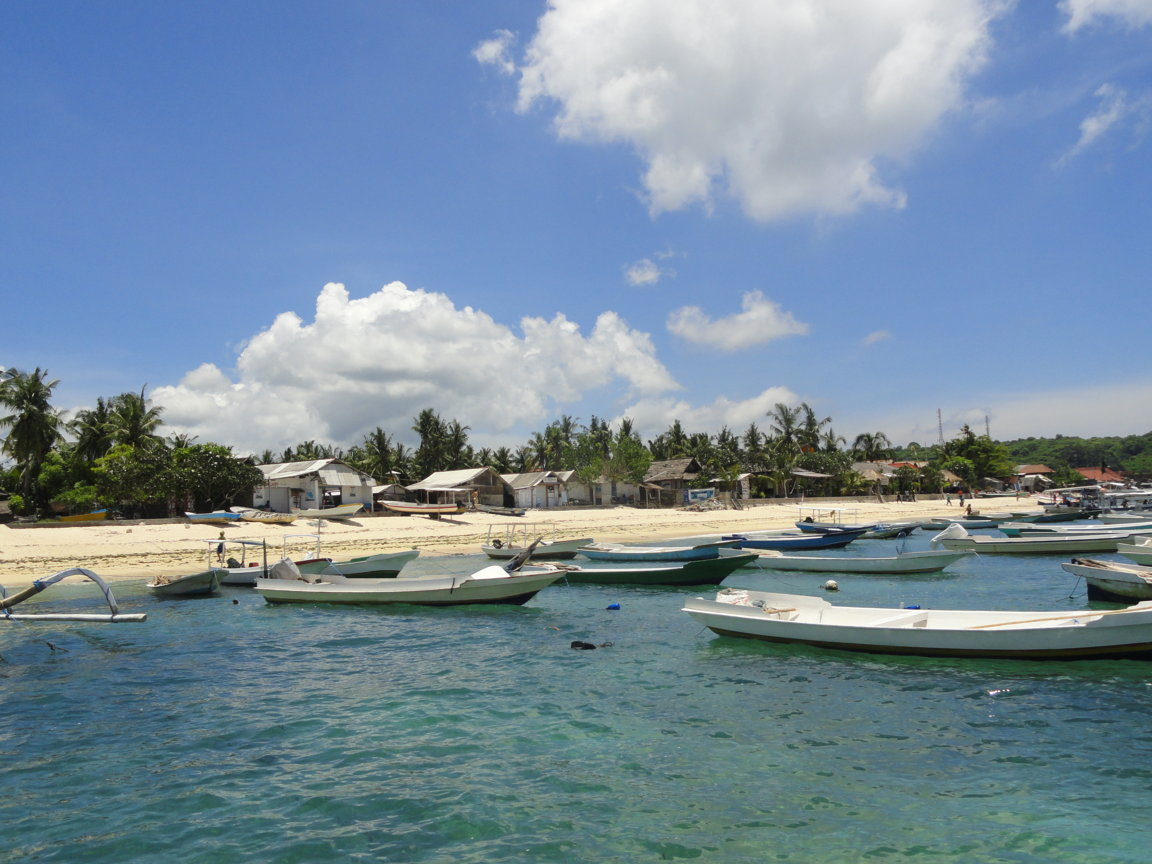
Vue sur la plage de Jungut Batu côté nord
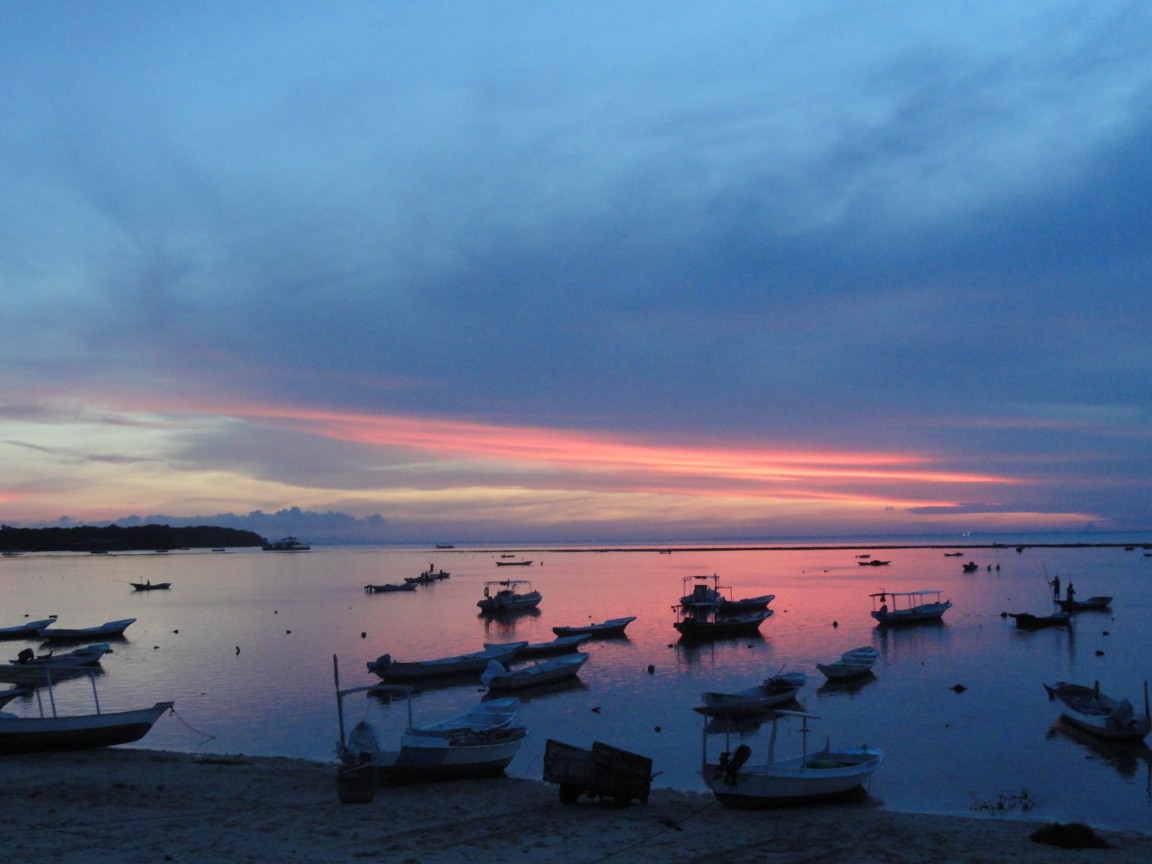
Coucher de soleil sur Jungut Batu
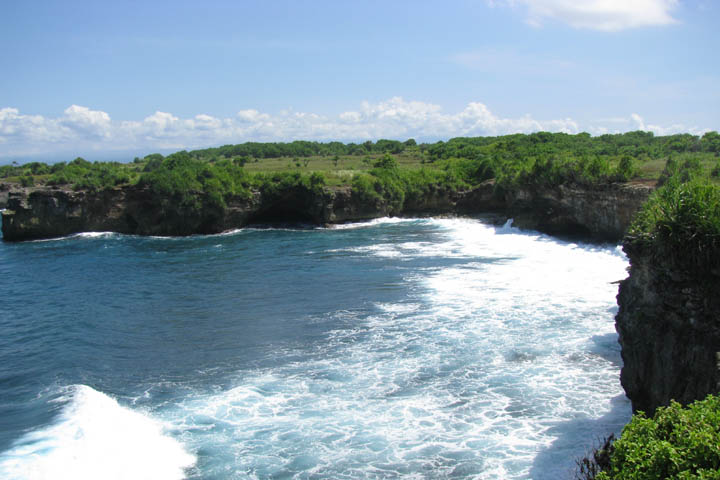
Falaise calcaire typique du sud-ouest de Nusa Lembongan
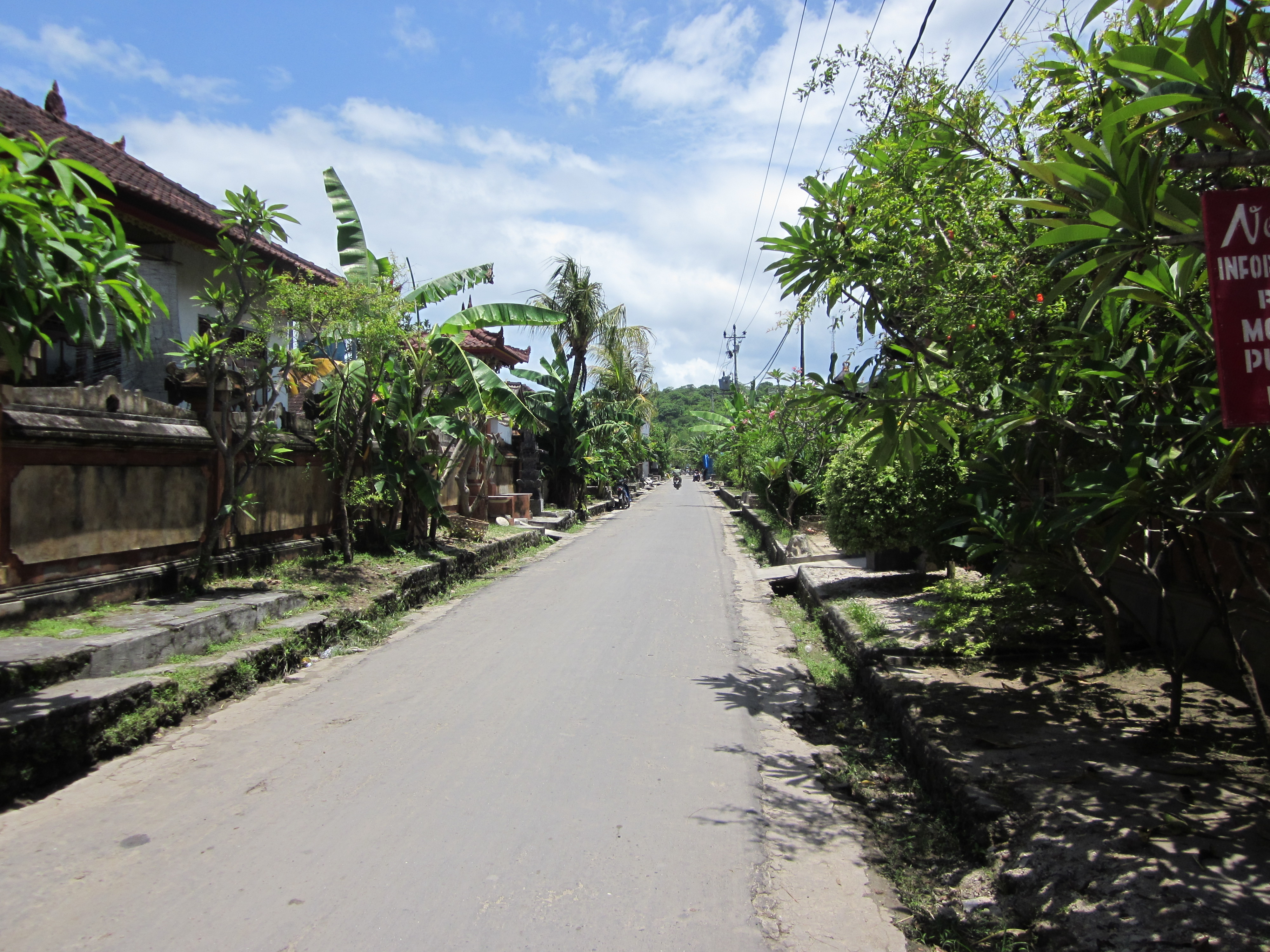
Le desa Jungut Batu à Nusa Lembongan
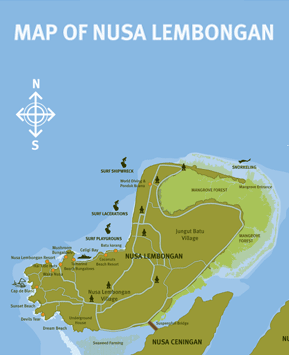
Carte de Nusa Lembongan